# Майкал
Майкал е средно висока планина в Индия, явяваща се северна ограда на Деканско плато. Простира се от югозапад към североизток в продължение на 250 km, а най-високият връх е Бхамангарх (1127 m). Изградена е предимно от гнайси, които на места са препокрити с базалтови лави. Билните ѝ части са платообразни, а склоновете стръмни, силно разчленени от горните течения на реките Сон (десен приток на Ганг), Нармада и левите притоци на Маханади. Най-високите части са покрити с мусонни листопадни гори, съставени предимно от тиково дърво.